# 聖母子 (ベッリーニ、ニューヨーク)
『聖母子』（せいぼし、伊: Madonna col Bambino）は、イタリアのルネサンス期ヴェネツィア派の巨匠、ジョヴァンニ・ベッリーニが1480年代後半に制作した絵画である。現在、ニューヨークのメトロポリタン美術館に所蔵されている。
珍しいことに、聖母マリアは自身の視線で鑑賞者の注意を引き付けている。マリアの背後のカーテン（玉座の「栄誉の布」の代わり）が少し開けられ、不毛の丘から緑豊かな町並みへの移行を示す遠くの風景が見える。これは死と再生の象徴であり、キリストの復活の比喩である。
ベッリーニは大型の祭壇画に加え、本作のような小品の聖母子画も多数描いている。それらは個人的祈祷のための作品であるが、新しい試みが見られる。本作では聖母は画面の縦軸に沿っているが、部分的に開けられたカーテンと幼子イエス・キリストの位置は左右非対称性を生み出している。それは、ベッリーニの後の弟子ティツィアーノの作品を予見させるものである。